# 舒特瓦尔德
舒特瓦尔德（德語：Schutterwald）是德国巴登-符腾堡州的一个市镇。总面积21.04平方公里，总人口7155人，其中男性3657人，女性3498人（2011年12月31日），人口密度340人/平方公里。

## 友好城市
- 法國 圣但尼莱布尔